# 止园路
止园路是中華人民共和國上海市靜安區一條西北-東南走向道路，道路西北起自陳家宅路，東南至中興路，全長1057米，宽10至14米，车行道宽6至8米。道路名稱來自私人花园「止园」。道路建於中華民国6年（1917年）。道路沿途有上海青雲中學、中興公園。